# Сенникоцветни
Сенникоцветните (Apiales) са разред покритосеменни растения. Семействата са признатите в системата APG III. Това е типично за по-новите класификации, въпреки че има някои леки вариации и по-специално семейство Torriceliaceae може да бъдат отделено.
При тази класификация добре познатите членове на разреда включват моркови, целина, магданоз и обикновен бръшлян.
Разред Сенникоцветни е поставен в групата на астеридите, съгласно системата APG III.  В рамките на астеридите, Сенникоцветните принадлежат към некласирана група, наречена Campanulids, а в рамките на Campanulids принадлежат към клон, известен във филогеничната номенклатура като Apiidae. През 2010 г. е дефиниран субклон на Apiidae, наречен Dipsapiidae, който се състои от трите разреда: Сенникоцветни, Лугачкоцветни и Paracryphiales.

## Таксономия
Според системата на Кронкист в този разред са включени само Сенникови и Бръшлянови, като целият разред е част от клона на розидите, а не на астеридите. Pittosporaceae са поставени в разред Розоцветни, а много от другите видове – в семейството Дрянови. Pennantia е в семейство Icacinaceae. В класификационната система на Dahlgren семействата Сенникови и Araliaceae са поставени в разред Ariales, в надразред Araliiflorae (наричан още Aralianae).
Настоящото разбиране за Apiales е сравнително ново и се основава на сравнение на ДНК секвенции чрез филогенични методи. През 2009 г. е доказано, че едно от подсемействата на Araliaceae е полифилетично.

### Семейства
- Бръшлянови (Araliaceae)
- Сенникови (Apiaceae)
- Griseliniaceae
- Myodocarpaceae
- Pennantiaceae
- Pittosporaceae
- Torricelliaceae

Най-големите и очевидно тясно свързани семейства в разред Apiales са Бръшлянови, Myodocarpaceae и Сенникови.